# آنتونیو وازکز رومرو
آنتونیو وازکز رومرو، (به اسپانیایی: Antonio Vázquez Romero) (زاده ۲۳ نوامبر ۱۹۵۱) کارآفرین، بازرگان و مدیر ارشد اجرایی اسپانیایی است، که در حال حاضر به‌عنوان مدیر عامل اجرایی و رئیس هیئت مدیره شرکت هواپیمایی ایبریا فعالیت می‌کند.